# Кожевников, Пётр Васильевич
Пётр Васильевич Кожевников (8 июля 1898 ― 31 января 1969) ― российский и советский учёный, дерматовенеролог, доктор медицинских наук, профессор, заведующий кафедрой кожных и венерических болезней Института усовершенствования врачей МО РФ (1948-1969 гг.), заслуженный деятель науки Туркменской ССР (1939), член-корреспондент АМН СССР (1946).

## Биография
Пётр Васильевич Кожевников родился 8 июля 1898 году в городе Ростове-на-Дону в многодетной семье мещанина.
В 1922 году завершил обучение на медицинском факультете Донского университета в Ростове-на-Дону, является учеником П.В. Никольского. С 1922 году стал работать ординатором, а затем стал трудиться ассистентом клиники кожных и венерических болезней в Pостове-на-Дону. В 1926 году успешно защитил диссертацию на соискание степени доктора медицинских наук, в которой экспериментально продемонстрировал образование эшары после внутримышечных инъекций ртутных и висмутовых препаратов.
С 1932 года работал в должности заведующего кафедрой кожных и венерических болезней медицинского института в Томске, а с 1937 года работал в городе Ашхабаде. В 1948 году был назначен на должность заведующего кафедрой кожных и венерических болезней в Институте усовершенствования врачей им. С.М. Кирова в Ленинграде.
Является автором около 250 научных работ, среди них 8 монографий. Анализировал, исследовал и доказал, что на территории Советского Союза встречаются два типа кожного лейшманиоза, обосновал и разработал методы борьбы с ним. Автор классификации дерматозов. С его участием защищено около 70 диссертаций, среди них 12 докторских.
Активный участник медицинского сообщества. Являлся заместителем Председателя Президиума Верховного Совета Туркменской ССР второго созыва (1947 —1951). Работал редактором журнала «Вестник дерматологии и венерологии», а также редактором редакционного отдела «Дерматология и венерология» во втором издании Большой медицинской энциклопедии. в 1946 году избран в Академию медицинских наук СССР членом-корреспондентом.
Умер 31 января 1969 года в Ленинграде.

## Награды
- Орден Трудового Красного Знамени
- Медаль «За доблестный труд в Великой Отечественной войне 1941—1945 гг.»

Отмечен званием:
- Заслуженный деятель науки Туркменской ССР (1939)

## Научная деятельность
Труды, монографии:
- Кожевников П.В. К вопросу о причинах гангрены после впрыскивания ртутных препаратов, Вен. и дерм., № 2, с. 72, 1925;
- Кожевников П.В. Лечение важнейших кожных болезней, Ашхабад, 1945;
- Кожевников П.В. Атипические пиодермиты, Ашхабад, 1946;
- Кожевников П.В. Вопросы методики работы над кандидатской медицинской диссертацией, Ашхабад, 1947;
- Кожевников П.В. Учение о кожном лейшманиозе для врачей и биологов, Москва, 1947;
- Кожевников П.В. Лечение кожных болезней, JI., 1950;
- Кожевников П.В. Болезнь Боровского, Москва, 1953;
- Кожевников П.В. Экзематозные реакции, Ленинград, 1967;
- Кожевников П.В. Общая дерматология, Ленинград, 1970.

=